# Regina Russell Banali
Regina Russell Banali, född den 2 augusti 1965 i Charleston, i South Carolina i östra USA är en amerikansk filmregissör, filmproducent, programledare och skådespelerska.
Banalis första skådespelarroll var i den amerikanska filmen Hook (1991) av Steven Spielberg där hon spelade en av tre sjöjungfrur som räddade Peter Banning/Peter Pan, spelad av Robin Williams. Hon har varit med i fler än 50 filmer och tv-shower och har producerat för Crackle och samhällsinformation för The Humane Society of the United States (HSUS) kring djurrättsfrågor.
Dokumentären Quiet Riot - Well Now You're Here There's No Way Back (2014) om hårdrocksbandet Quiet Riot både regisserade och producerade hon.Banali är gift med trummisen i Quiet Riot, Frankie Banali.

## Filmografi
- In The Blood (2020) - manusförfattare och regissör[6]
- How Randy Rhoads Met Ozzy (2015) - manusförfattare och regissör[7]
- QUIET RIOT: Well Now You're Here, There's No Way Back (2014) - producent och regissör[8]
- Matt Grant PSA for Spaying and Neutering Pets  (2008) - manusförfattare, producent och regissör
- Dating Brad Garrett (2008) - i rollen som sig själv
- The Fashion Team (2007) - i rollen som sig själv
- The Today Show (2005) - i rollen som sig själv
- Visions of Passion (2003) - i rollen som Alice
- Hook (1991) - rödhårig sjöjungfru[2]